# 東北中学校水泳競技大会
東北中学校水泳競技大会（とうほくちほうちゅうがっこうすいえいきょうぎたいかい）とは、毎年、東北地方で、中学生が出場する水泳競技大会。8月の全国中学校水泳競技大会の少し前にたいてい行われている。全国中学のミニ大会みたいな大会である。略称は、東北中学。

## 概要
1968年に、第1回東北中学校水泳競技大会が、開催されている。
2014年の大会出場標準記録は、2013年の大会出場標準記録よりもタイムが上がる。(いわば、出場するのが難しくなる。)

## 参加資格
東北6県の各県大会で、4位以内に入賞、もしくは、東北大会標準記録を突破すれば参加が可能である。

## 競技種目
- 競泳
  - 自由形（50 m・100 m・200 m・400 m・男子1500 m / 女子800 m）
  - 背泳ぎ（100 m・200 m）
  - 平泳ぎ（100 m・200 m）
  - バタフライ（100 m・200 m）
  - 個人メドレー（200 m・400 m）
  - リレー（400 m）
  - メドレーリレー（400 m）

- 飛込競技
  - 3 m飛板飛込
  - 高飛込

## 大会記録
50m自由形　 女子26.73　男子24.44
100m自由形　女子58.07　男子53.36
200m自由形　女子2:04.84　男子1:55.83
400m自由形　女子4:19.53　男子4:05.16
800m自由形　女子9:07.25
1500m自由形　男子16:20.67
100mバタフライ　女子1:01.32　男子56.37
200mバタフライ　女子2:15.47　男子2:04.42
100m背泳ぎ　女子1:02.60　男子59.20
200m背泳ぎ　女子2:15.37　男子2:07.46
100m平泳ぎ　女子1:11.58　男子1:04.69
200m平泳ぎ　女子2:31.39　男子2:17.94
200m個人メドレー　女子2:19.44　男子2:08.78
400m個人メドレー　女子5:01.96　男子4:34.10
400mリレー　女子4:04.04　男子3:46.28
400mメドレーリレー　女子4:30.34　男子4:12.53

## 歴代開催地／開催日
- 2025年[第57回]: 秋田県秋田市 (秋田県立総合プール)　　　　　　        8/9(土)〜8/11(月)
- 2024年[第56回]:山形県山形市 (山形市総合スポーツセンター)　　　　8/9(金)〜8/11(日)
- 2023年[第55回]:福島県郡山市 (開成山屋内水泳場)　　　　　　　　　8/6(日)〜8/8(火)
- 2022年[第54回]:岩手県盛岡市 (盛岡市立総合プール)　　　　　　　　8/5(金)〜8/7(日)
- 2021年[第53回]:宮城県利府町 (宮城県総合運動公園)　　　　　　　　8/9(月)〜8/10(火）
- 2020年[第52回]:中止
- 2019年[第51回]:秋田県秋田市 (秋田県立総合プール)　　　　　　　　8/9(金)〜8/11(日)
- 2018年[第50回]:山形県長井市（米沢総合公園米沢市営プール）[1]　　8/3(金)～8/5(日)
- 2017年[第49回]:福島県いわき市（いわき市民プール）[2]　　　　　　8/7(月)～8/9(水)
- 2016年[第48回]:宮城県利府町（宮城県総合運動公園）[3]　　　　　　8/3(水)～8/5(金)
- 2015年[第47回]:岩手県盛岡市（盛岡市立総合プール）[4]　　　　　　8/7(金)～8/9(日)
- 2014年[第46回]:青森県青森市（青森県総合運動公園）[5]　　　　　　8/9(土)～8/11(月)
- 2013年[第45回]:秋田県秋田市（秋田県立総合プール）[6]　　　　　　8/9(金)～8/11(日)
- 2012年[第44回]:岩手県盛岡市（盛岡市立総合プール）　　　　　　　8/4(土)～8/6(月)
- 2011年[第43回]:青森県八戸市（八戸市民プール）　　　　　　　　　8/5（金）～8/7（日）
- 2010年[第42回]:山形県山形市（山形市総合スポーツセンター）　　　8/9（月）～8/11（水）
- 2009年[第41回]:秋田県秋田市（秋田県立総合プール）　　　　　　　8/8（土）～8/10（月）
- 2008年[第40回]:宮城県利府町（宮城県総合運動公園）　　　　　　　8/8（金）～8/10（日）
- 2007年[第39回]:福島県郡山市（郡山カルチャーパーク）　　　　　　8/8（水）～8/10（金）
- 2006年[第38回]:山形県山形市（山形市総合スポーツセンター）　　　8/9（水）～8/11（金）
- 2005年[第37回]:秋田県秋田市（秋田県立総合プール）　　　　　　　8/1（月）～8/3（水）